# Ernst von Schrader (Offizier)
Ernst von Schrader (* 4. Oktober 1781 in Clausthal; † 18. März 1848 in Braunschweig) Stadtkommandant der Garnisonsstadt Braunschweig, war ein braunschweigischer Generalleutnant, der als Offizier der Braunschweiger Husaren an den Befreiungskriegen teilnahm.

## Leben

### Frühe Jahre
Ernst von Schrader lernte als Sohn eines höheren Bergbeamten zunächst das Berg- und Hüttenwesen, trat aber 1798 als Freiwilliger dem Husarenregiment Rudorff (ehem. Ziethen), das in Berlin stationiert war, bei. Da ihm die preußische Armee aber keine Aufstiegschancen in die Offizierslaufbahn bot, quittierte er den Dienst und arbeitete ab 1804 in seinem gelernten Beruf  als Bergeleve. Bereits 1806, nach der Schlacht bei Jena und Auerstedt trat er als Volontär im Husarenregiment Graf Götzen (2. schlesisches) Nr. 6 wieder in preußische Dienste, wo er zum Leutnant befördert wurde.

### Im Dienste des Schwarzen Herzogs
Als einer der ersten preußischen Offiziere verließ er 1809 ohne Abschied die Armee, um sich der Schwarzen Schar Friedrich Wilhelms von Braunschweig in Nachod anzuschließen. Er fiel dem Herzog schnell auf und wurde zum Stabsrittmeister ernannt. Am 24. Juli 1809 erhielt er das Kommando über das Husarenregiment, welches er auch nach dem gemeinsamen Übertritt der Schwarzen Schar in englische Dienste beibehielt.
Die Husaren des braunschweigischen Kontingents in englischen Diensten wurden erst 1812 nach Spanien verlegt.

### Auf der iberischen Halbinsel und in Italien von 1812 bis 1814
Mit seinem Husarenregiment diente Schrader unter Sir John Murray, Lord William Bentinck und General William Henry Clinton. Er zeichnete sich besonders in einem Gefecht bei Vilafranca del Penedès am 13. September 1813 aus. Nach den Kämpfen in Spanien wurde seine Einheit im Frühjahr 1814 nach Sizilien, wo er den Posten des Kommandanten der Zitadelle von Messina bekleidete, und im Sommer 1815 nach Genua verlegt.

### In Braunschweig nach 1815
1816 kam das Husarenregiment wieder nach Braunschweig zurück, wo es aufgelöst wurde. Schrader wurde auf Wartegeld gesetzt, 1818 zum Oberst befördert und 1822 Mitglied der Militair-Administrations-Kommission. Von Herzog Karl II. wurde er 1826 geadelt, zum Vizepräsidenten des Kriegskollegiums und Generalmajor ernannt. Im folgenden Jahr wurde er Kommandeur des Infanterieregiments. Herzog Wilhelm ernannte ihn 1835 zum Garnisonskommandanten von Braunschweig und 1839 zum Generalleutnant.
Im Januar 1847 trat er in den Ruhestand.